# Excelia Business School
Excelia Business School, voorheen La Rochelle Business School, is een Franse businessschool met campussen in La Rochelle, Tours, en Orléans. De school werd gesticht in 1988 als de Groupe Sup de Co La Rochelle en gesteund door de plaatselijke Kamer van Koophandel. In 2019 plaatste de Financial Times La Rochelle BS als 79e in de rangschikking van Europese businesscholen. De programma’s van de school zijn sinds 2020 geaccrediteerd door de drie internationale labels die de kwaliteit van de geboden opleidingen garanderen: AMBA, EQUIS en AACSB.
De school is onderdeel van de Excelia, en is aangesloten bij de Conférence des Grandes écoles.